# 난센 여권

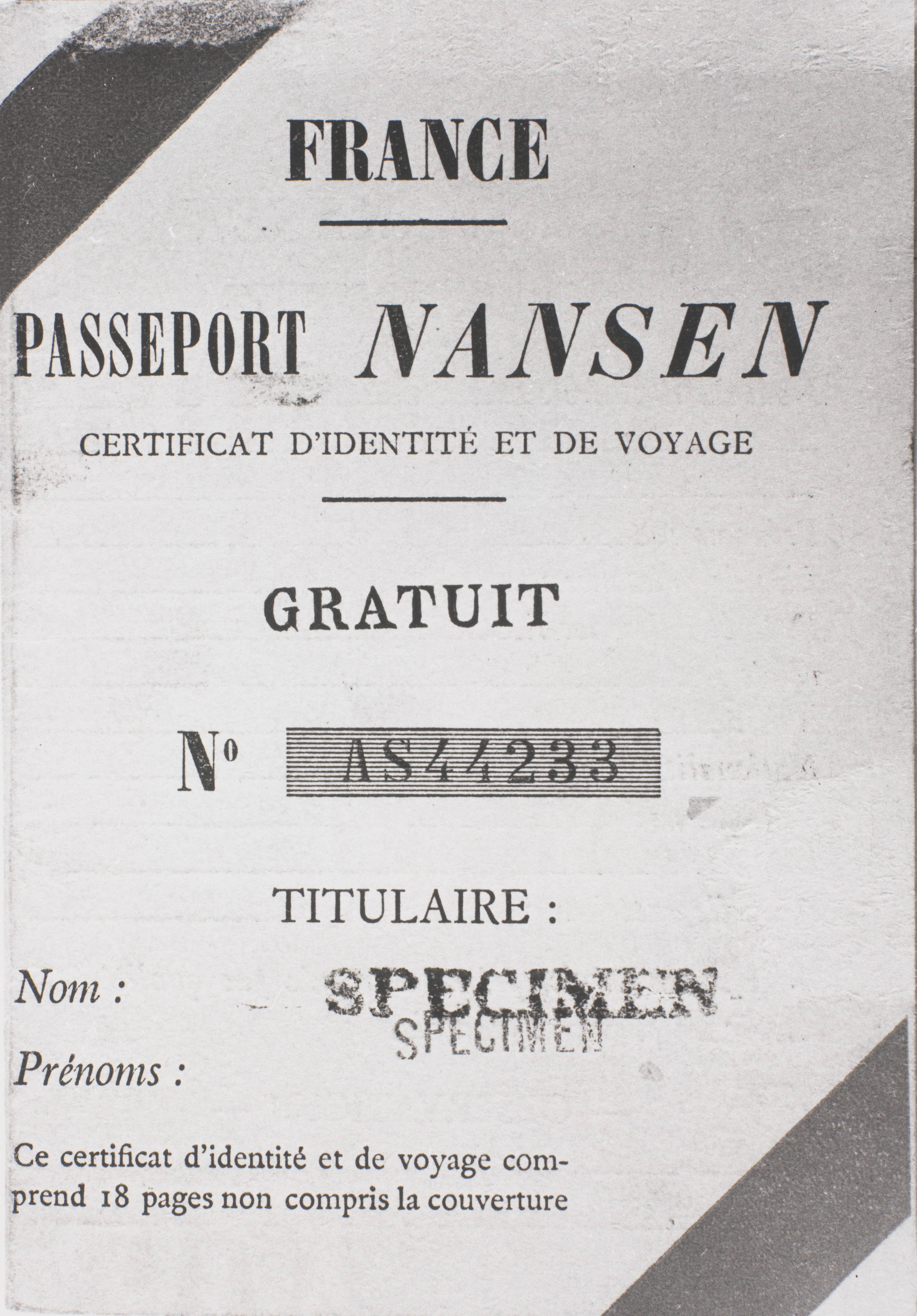
난센 여권 표지

난센 여권(Nansen passport)은 국제 연맹이 국적이 없는 난민들을 위해 발행했던 최초의 국제적인 신분증이다.
난센 여권은 1922년 프리드쇼프 난센이 처음 도입했으며 1942년에는 52개국 정부가 난센 여권을 승인한 이래 약 45만 장이 발행되면서 국적이 없는 수십만 명의 난민들의 이주를 지원하였다.
1938년 난센 국제 난민 사무소는 난센 여권 사업을 진행한 공로로 노벨 평화상을 수상하였다.